# 38. Landwehr-Division (Deutsches Kaiserreich)
Die 38. Landwehr-Division war ein Großverband der Preußischen Armee im Ersten Weltkrieg.

## Geschichte
Die Division wurde am 15. April 1917 an der Westfront zusammengestellt und nahm ab dem 25. April 1917 an den Stellungskämpfen in Flandern und Artois teil. Nach einer kurzen Ruhephase schlossen sich vom 29. Januar bis 27. September 1918 Stellungskämpfe sowie vom 28. September bis 17. Oktober die Abwehrschlacht in Flandern an. Anschließend war die Division in Nachhutkämpfe zwischen Yser und Lys eingebunden, die vom 25. Oktober bis 1. November in der Schlacht an der Lys mündete. Daran schlossen sich Nachhutkämpfe beiderseits der Schelde sowie Rückzugskämpfe vor der Antwerpen-Maas-Stellung an, bis am 11. November 1918 ein Waffenstillstand von Compiègne eintrat. Die Division räumte daraufhin das von ihr besetzte Gebiet, marschierte in die Heimat zurück, wo sie demobilisiert und schließlich im Januar 1919 aufgelöst wurde.

## Gliederung

### Kriegsgliederung vom 19. Oktober 1918
- 38. Landwehr-Brigade
  - Landwehr-Infanterie-Regiment Nr. 77
  - Landwehr-Infanterie-Regiment Nr. 78
  - Reserve-Infanterie-Regiment Nr. 79
  - 2. Eskadron/Braunschweigisches Husaren-Regiment Nr. 17
- Artillerie-Kommandeur Nr. 145
  - Landwehr-Feldartillerie-Regiment Nr. 255
- Pionier-Bataillon Nr. 438
- Divisions-Nachrichten-Kommandeur Nr. 538

## Kommandeure
| Dienstgrad      | Name                              | Datum                              |
| --------------- | --------------------------------- | ---------------------------------- |
| Generalleutnant | Karl von Willisen (General, 1858) | 16. April 1917 bis 15. Januar 1919 |